# Granada (geslacht)
Granada is een geslacht van rechtvleugeligen uit de familie veldsprinkhanen (Acrididae). De wetenschappelijke naam van dit geslacht is voor het eerst geldig gepubliceerd in 2008 door Koçak & Kemal.

## Soorten
Het geslacht Granada  is monotypisch en omvat slechts de volgende soort:
- Granada imitans (Brunner von Wattenwyl, 1882)